# Sinoluperoides
Sinoluperoides là một chi bọ cánh cứng trong họ Chrysomelidae.
Chi này được miêu tả khoa học năm 1989 bởi Kimoto.

## Các loài
Các loài trong chi này gồm:
- Sinoluperoides antennatus Kimoto, 1989
- Sinoluperoides maculatus Kimoto, 1989
- Sinoluperoides major Kimoto, 1989
- Sinoluperoides marginalis Kimoto, 1989